# Ribesalbes
Ribesalbes es un municipio de la Comunidad Valenciana, España. Perteneciente a la provincia de Castellón, en la comarca de la Plana Baja.

## Geografía
El municipio es bastante accidentado; su núcleo urbano se ubica en una ladera de montaña deslizándose hacia el cauce del río Mijares. Las alturas no son muy pronunciadas y cabe destacar entre ellas el cerro de la Roja. El punto de mayor altitud del término se sitúa en el extremo norte, en los límites de los términos municipales de Alcora y Fanzara, y tiene una altura de 495,9 m de altitud.
Gran parte de su término se halla poblado de grandes extensiones de bosque en donde las especies predominantes son los pinos y las encinas. Así, 666 hectáreas del término municipal están ocupadas por extensiones boscosas y tan sólo 26 por superficies de cultivos.
Su clima es de tipo mediterráneo subtrópical con inviernos suaves y veranos cálidos.
Se accede a esta villa desde Castellón de la Plana tomando la CV-189.

### Localidades limítrofes
El término municipal de Ribesalbes limita con las siguientes localidades:
Alcora, Onda y Fanzara todas ellas de la provincia de Castellón.

## Historia
De origen musulmán, Ribesalbes era junto a Berita y Trucelles una pedanía de Onda, tras la conquista cristiana del Rey Jaime I, en 1245, fue dada a poblar a Guillermo de Pau en 1235. A principios del s. XV (1404), el médico real Domingo Ros de Orsins compró dicho lugar y tenía jurisdicción criminal y el gobierno de su territorio; al poco tiempo facultó a su procurador para otorgar la carta puebla que había de regular la vida de sus habitantes y las relaciones con el señor. 
En 1438, el rey Alfonso el Magnánimo le concede la jurisdicción del surtidor, que poseyeron sus herederos. Entre 60 o 70km 1513 se transfiera la jurisdicción a Onda.
Sin una fecha precisa se convierte en Baronía, cuyo escudo nobiliario aún se conserva. A partir del siglo XVII pasa a manos de Joan Coll y sus sucesores, que la poseen hasta el siglo XVIII.
- Ribesalbes, Barón de; sive Ribes Albes
- Pedro Ros de Ursino, Barón de Ribesalbes.
- Inés Coll y Pastor, Baronesa de Ribesalbes, b 1759.
  - Joaquín Alcedo y Coll, Barón de Ribes Albes, b 1778 d 1843.
    - Manuel Alcedo y Landaburu, b 1800 d 1878.
      - Isidro Alcedo y González de Estefani, Barón de Ribesalbes, b 1831 d 1887.

El título "Conte di Ribesalbes" es también un título nobiliario italiano creado por la familia Paternò Castello (Libro d'Oro della Nobilità Italiana, Edizione XXI, vol XXIV, 1995-1999, Roma, Collegio Araldico, Instituto Araldico Romano).

## Administración
| Periodo   | Nombre                   | Partido                          |
| --------- | ------------------------ | -------------------------------- |
| 1979-1983 | Valls Pruñonosa, Antonio | ADIR                             |
| 1983-1987 | Ernesto Rubio Parra      | PSPV-PSOE                        |
| 1987-1991 | José González Sánchez    | AP                               |
| 1991-1995 | Pascual Edo Colomer      | PP                               |
| 1995-1999 | Pascual Edo Colomer      | PP                               |
| 1999-2003 | José Medina Lozano       | PP                               |
| 2003-2007 | José Medina Lozano       | PP                               |
| 2007-2011 | José Medina Lozano       | PP                               |
| 2011-2015 | José Medina Lozano       | PP                               |
| 2015-2019 | César Pallarés Torres    | PSPV-PSOE + Junts Per Ribesalbes |
| 2019-2023 | César Pallarés Torres    | PSPV-PSOE + Junts Per Ribesalbes |
| 2023-act. | José Medina Lozano       | PP                               |

## Demografía
Ribesalbes cuenta con una población de 1163 habitantes (INE 2024).
| Gráfica de evolución demográfica de Ribesalbes entre 1842 y 2021                                                                                                 |
| |
| Población de derecho según los censos de población del INE Población de hecho según los censos de población del INEEn este censo se denominaba Rivesalbes: 1857. |

Su población en 1565 era de 40 vecinos, en 1887 de 267 y en 1910 eran 1.073 los habitantes de Ribesalbes.
| 1990  | 1992  | 1994  | 1996  | 1998  | 2000  | 2002  | 2004  | 2005  | 2007  | 2019  |
| ----- | ----- | ----- | ----- | ----- | ----- | ----- | ----- | ----- | ----- | ----- |
| 1.359 | 1.317 | 1.295 | 1.310 | 1.283 | 1.284 | 1.306 | 1.302 | 1.336 | 1.321 | 1.174 |

## Economía y artesanía

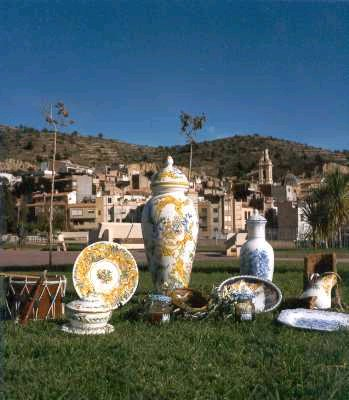
Loza de Ribesalbes

Tradicional foco alfarero, con un subsuelo rico en arcillas, desde el primer tercio del siglo xviii la villa se ha venido dedicando a la azulejería ancestral levantina y la loza fina siguiendo algunos modelos de la fábrica de Alcora puesta en marcha en 1727, y como consecuencia de la posterior desbandada de los artesanos a partir de 1780, provocada por los despidos reales, dando lugar a la creación de “fabriquetes” independientes en esta y otras localidades ce la zona. Además del capítulo industrial de azulejo y losa, se conserva la fabricación de 
fruteros y salvillas, jarras, platos, etc.
No obstante, la falta de suelo industrial para la ampliación de las industrias azulejeras y cerámicas en general, hace que muchas empresas hayan creado nuevas naves en términos de Onda o Alcora, así por ejemplo: Sichar, Cerlat, Cerámicas Ribesalbes, Quimicer, La Pinosa, etc.

## Monumentos

### Monumentos religiosos
- Iglesia Parroquial de San Cristóbal. Del siglo XVIII. Es el edificio de mayor interés, de estilo neoclásico. De tres naves de tipo salón con bóvedas de medio cañón y lunetos en la central y de arista en los laterales, las cuales descansan sobre amplios entablamientos que apoyan sobre los pilares de orden jónico francés. Crucero coronado por cúpula y ábside rectangular enmarcado por la sacristía y capilla de comunión.

Torre de campanas cúbica de tipo neoclásico toscano, con gárgolas zoomorfas de piedra. Fachada con frontón mixtilíneo y cúpula con tambor de tradición barroca en su interior; dónde se forman las pechinas se encuentran pinturas al fresco, cosa que se repite en la bóveda del altar mayor.
- Capilla del Calvario.

### Monumentos civiles

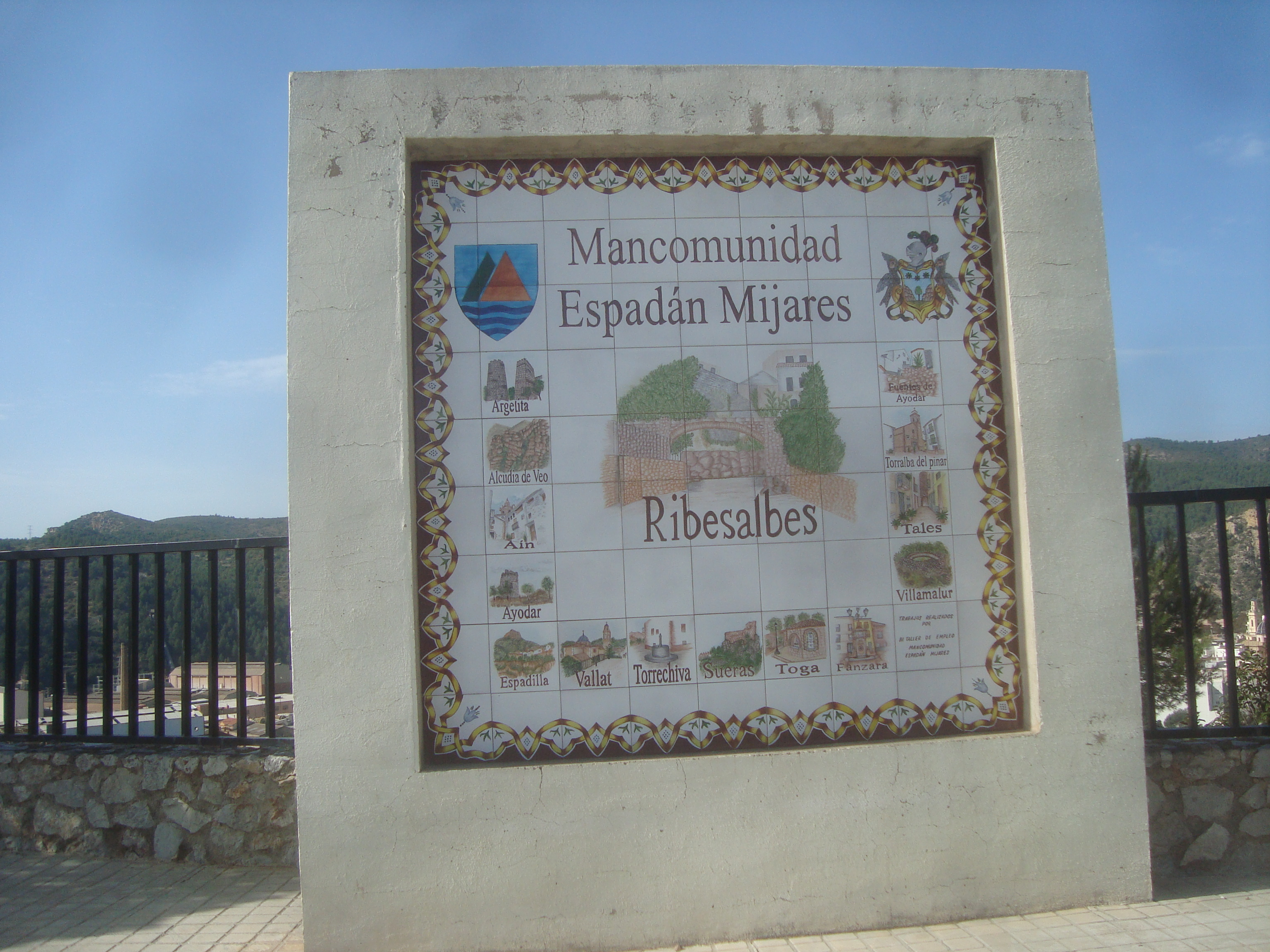
Municipio de Ribesalbes, mural cerámico de la Mancomunidad Espadán-Mijares.

- Municipio de Ribesalbes, mural cerámico de la Mancomunidad Espadán-Mijares.Acueducto. Del siglo XIX. Pequeño acueducto de un solo ojo, apoyado en dos gruesos machones de mampostería en seco, actualmente en desuso, que en su día transportaba el agua desde la zona de Berita, hasta las huertas que rodeaban la población, hoy transformadas todas en viviendas debido al auge demográfico de la localidad.
- Casa Baronía. Casa señorial de tres plantas y cubierta de teja árabe. Vanos en arco rebajado, estructurados verticalmente con mayor importancia del central, remarcada por balcones. Ausencia de elementos estilísticos decorativos. Balcones de forja simple. Destaca en la fachada del Escudo nobiliario.

## Lugares de interés

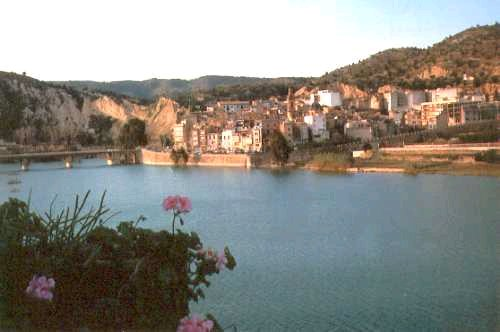
Embalse de Sitjar

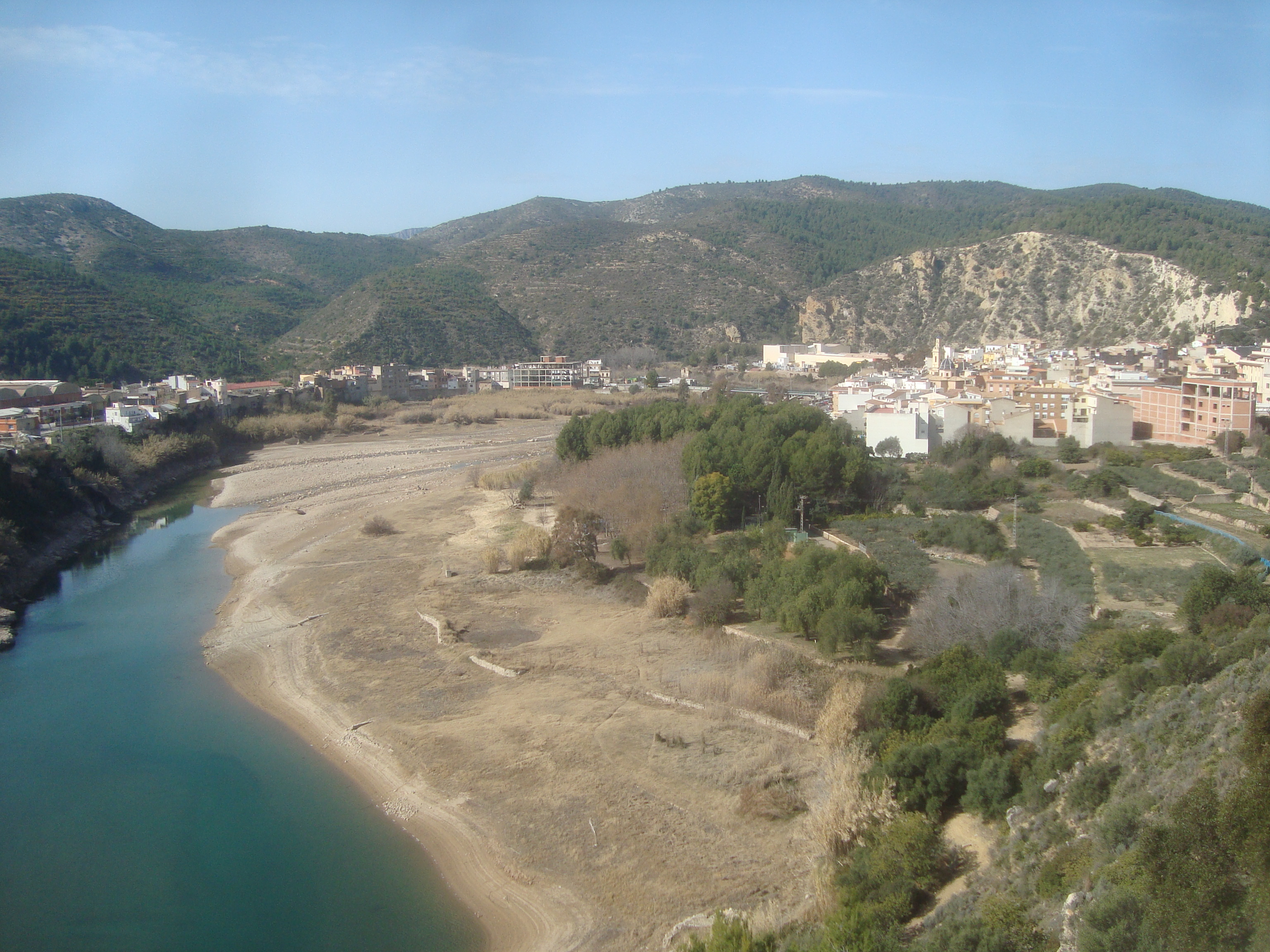
Vista panorámica de Ribesalbes.

- Vista panorámica de Ribesalbes.Mirador de Miramar. Lugar idóneo para contemplar excelentes vistas panorámicas de la localidad y el cauce del río Mijares.
- Río Mijares. Paraje natural situado en la partida de Calicanto, por la que pasa el río Mijares y que es muy apreciada por la población para tomar el baño.

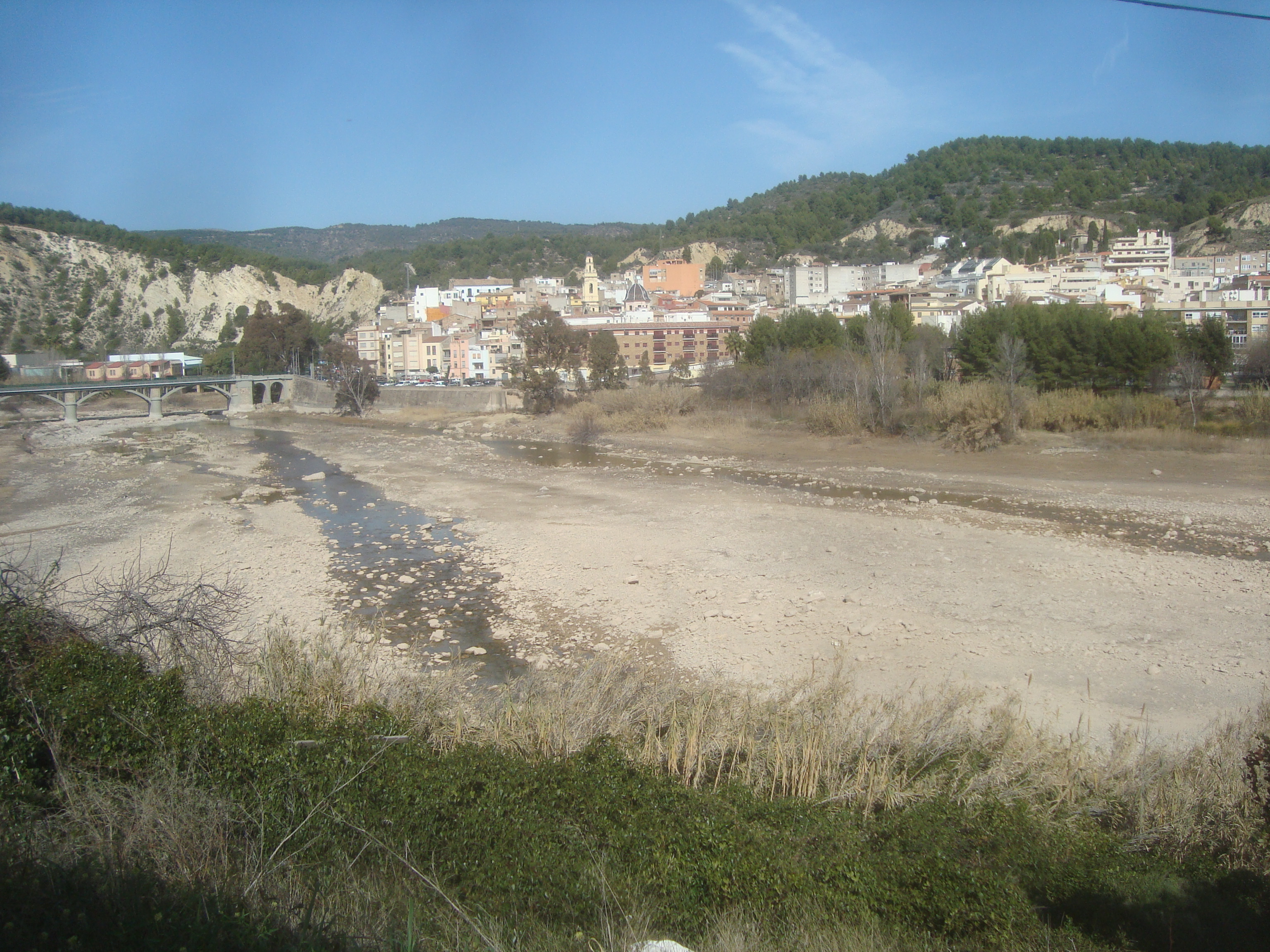
Perspectiva de Ribesalbes.

- Perspectiva de Ribesalbes.Embalse de Sitjar. En este paraje es fácil encontrar en verano una colonia de avión común y de avión roquero. En ocasiones también puede verse la garza real a la orilla del agua.

## Fiestas
- San Antonio. Se celebra el 17 de enero, con la tradicional "machà" y reparto de "rosquillas" (rotllos).
- Moros y Cristianos. Se celebra el 23 de abril, con la tradicional llegada de las órdenes militares y el gran desfile por el pueblo.
- San Cristóbal. Se celebra el 10 de julio.
- Fiestras patronales. En honor del Santísimo Sacramento, la Virgen del Rosario y el Cristo del Calvario. Se celebran el primer domingo de octubre. La comisión de fiestas se encarga de confeccionar el programa de actos festivos para todos los públicos: Bailes, Toros, Concursos, etc.

## Gastronomía
Ribesalbes tiene una rica gastronomía basada especialmente en productos típicos de la población como son "els tords amb ceba", "olla de penques", "bollo de tomate y verdura" (bollo de tomaca i verdura), pasteles de boniato y de "cabello de ángel", "rosquillas de San Antonio" (rotllo de Sant Antoni), "mona de Pascua"...